# 基斯瓦拉尼山 (薩拜諾-卡賴班巴)
14°20′28″S 73°04′04″W / 14.34111°S 73.06778°W
基斯瓦拉尼山（Kiswarani），是秘魯的山峰，位於該國南部阿普里馬克大區，由薩拜諾區和卡賴班巴區負責管轄，屬於安地斯山脈的一部分，海拔高度4,800米。